# Маккаби (футбольный клуб, Кирьят-Гат)
«Футбольный клуб Маккаби Ирони Кирьят-Гат» (ивр. מועדון כדורגל מכבי עירוני קרית גת‎) — израильский футбольный клуб из Кирьят-Гата, часть спортивного общества «Маккаби». Основанный в 1967 году.
Лучшим достижением клуба был продвижение в Премьер-лигу.

## История
Клуб был создан в качестве Маккаби Кирьят-Гат в 1967 году по инициативе Иуда Иванир который также служил в качестве председателя. В 1969 году купил клуб Кфар Габироль, и Маккаби заняла место в Лига Бет.
В 1982 году клуб достиг Лига Алеф, в первый раз в своей истории, но бросил после одного сезона, пока в 1985 году он снова не встал в лигу А и играл в этой лиге в течение девяти лет, пока в 1994 году не удалось достичь Лига Арцит.
Маккаби играл в сезон 2002 в премьер-лиге с тренером Гили Ландау, в течение сезона записал самый крупный выигрыш в истории команды, когда Маккаби выиграл 4:0 против «Маккаби (Хайфа)». В 2002 году команда играла товарищеский матч с Спартак Москва и проиграла 4:2. В конце сезона вернулся в Лига Арцит. Маккаби остался во втором дивизионе (Лига Леумит) до 2004 года, когда клуб был вынужден спускаться к Лиге Алеф из-за проливных финансовой задолженности.
В 2006 году команда воссоединилась с Бейтар Кирьят-Гат, после длительных переговоров. В течение многих лет Маккаби был единственным Футбольный клуб в Кирьят-Гате (за исключением короткого периода с существованием ФК Кирьят-Гат с 2009 года до 2012 года, когда клуб был объединен с Маккаби). В начале сезона 2012/2013 Маккаби изменила своё название (Ирони Кирьят-Гат) и через некоторое время вернулся в прежнее название: Маккаби Кирьят Гат.
С 2013 года спонсором клуба является ванны Хамей Йоав. 21 января 2014 команда играла товарищеский матч с СКА-Энергия и проиграла 4-0. В апрель 2014 год Маккаби выиграл Хапоэль Марморек 1-0 и обеспечил своё место в Национальной лиге, после десятилетнего перерыва.

## Достижения
- Лига А — Юг: Чемпион 2013/14
- Лига Арцит: Чемпион 1994, 2000/01
- Лига Бет: Чемпион 1982, 1985
- Высшие достижения в Чемпионат Израиля 2001-02: 12-е место

## Известные игроки
- Кипиани, Георгий
- Гоча Кокошвили
- Андрей Прохоренков
- Станислав Дубровин

## Статистика
- Лучшие домашние победы
  - Маккаби Кирьят-Гат 8:1 Хакоах Маккаби
  - Маккаби Кирьят-Гат 6:0 Хапоэль Петах-Тиква
  - Маккаби Кирьят-Гат 7:2 Хапоэль Цур Шалом
  - Маккаби Кирьят-Гат 6:1 Маккаби Нетания
  - Маккаби Кирьят-Гат 6:1 Маккаби Петах Тиква
- Худшие домашние поражения
  - Маккаби Кирьят-Гат 0:8 Беер Яков
  - Маккаби Кирьят-Гат 0:6 Хапоэль Беэр-Шева
  - Маккаби Кирьят-Гат 1:6 Хапоэль Хадера
  - Маккаби Кирьят-Гат 0:5 Хакоах Маккаби Рамат-Ган
  - Маккаби Кирьят-Гат 0:5 Маккаби Нетания
- Лучшие гостевые победы
  - Бней Ехуда 0:7 Маккаби Кирьят-Гат
  - Хапоель Бней Лод 0:5 Маккаби Кирьят-Гат
  - Хапоэль Тель-Авив 0:5 Маккаби Кирьят-Гат
  - Хапоэль Бней Сахнин 1:5 Маккаби Кирьят-Гат
  - Хакоах Маккаби Рамат-Ган 0:4 Маккаби Кирьят-Гат

Худшие гостевые поражения
- - Бейтар 7:0 Маккаби Кирьят-Гат
  - Маккаби Шфарам 7:1 Маккаби Кирьят-Гат
  - Хапоэль Хайфа 7:1 Маккаби Кирьят-Гат
  - Хапоэль Беэр-Шева 6:0 Маккаби Кирьят-Гат
  - М. М. Гиват Шмуель 7:2 Маккаби Кирьят-Гат
- Самый крупный счёт в матче
  - Маккаби Кирьят-Гат 7:2 Хапоэль Цур Шалом
- Самые крупная победа
  - Маккаби Кирьят-Гат 8:1 Хакоах Маккаби Рамат-Ган
- Самое крупное поражение
  - Маккаби Кирьят-Гат 0:8 Беер Яков